# حجي بن جاسم الحجي
حجي بن جاسم الحجي ، (1903 - 1974-) أديب وشاعر وسياسي كويتي.

## السيرة الذاتية
ولد الشاعر حجي بن جاسم بن محمد الحجي في الكويت من عام 1903 وهو أحد الشعراء الذين قادوا حركة الإصلاح الاجتماعي منذ فجر شبابه فقد دعا إلى الاقبال على العلم باعتباره المنارة التي تضيء الطريق إلى التقدم وهو السبيل لتحقيق اضافات جديدة للحضارة، والتزم كشاعر بحمل راية الجهاد الوطني وتحقيق حلم بلاده في مواكبة الأمم المتقدمة وناشد الناس نبذ الفرقة والجهل والعادات السقيمة والانفتاح على عالم المعرفة والنور.

## تاثره
تأثر برائد حركة الإصلاح والنهضة في الكويت الشيخ عبدالعزيز الرشيد الذي أثار في أعماقه عشق الأدب وانتشار الشعر والكتابة.

## قصائده
كتب قصائد كثيرة بمناسبة افتتاح النادي الأدبي في الكويت واللحاق بالأمم الناهضة وترسم خطوات الأجداد الذين نشروا العلم في ارجاء الدنيا ثم يحيي النادي والشباب الذين فكروا في إنشائه لأن هذا النادي هو باب لكثير من أنواع العلم والآداب، وكان يحارب مواقف الإستبداد من الأوطان وكيف يكون الموت هو نهاية هذا المستبد وذلك في يوم مهول يشبه يوم القيامة.

## المناصب
- تولى إدارة مكتب الكويت في دبي في 18 ديسمبر 1963م.
- صار أحد أعضاء الهيئة التي أسستها الحكومة الكويتية لمساعدة إمارة الخليج العربية، ثم ترك الوظيفة وعمل في المجال التجاري.

## دراسته
درس في مدرسة المباركية ثم رحل إلى الإحساء وبقى حقبة من الزمن ثم عاد إلى الكويت.

## من أشعاره

### شمس المعارف
قالها بمناسبة افتتاح النادي الأدبي